# Acacia imbricata
Acacia imbricata är en ärtväxtart som beskrevs av Ferdinand von Mueller. Acacia imbricata ingår i släktet akacior, och familjen ärtväxter. Inga underarter finns listade i Catalogue of Life.